# Mammoth (cómic)
Mammoth (Baran Flinders) es un personaje ficticio y cómic supervillano de DC Comics. Junto a su hermana Shimmer, es miembro fundador de los Fearsome Five y, por lo general, enemigo de los Jóvenes Titanes.

## Historial de publicaciones
Mammoth apareció por primera vez en The New Teen Titans # 3 (enero de 1981) y fue creado por Marv Wolfman y George Pérez.

## Biografía ficticia
Mammoth es uno de los miembros fundadores de Fearsome Five, y se convirtió en enemigo de los Jóvenes Titanes, Superman y los Outsiders. Es muy devoto de su hermana Selinda (también conocida como Shimmer), también miembro fundador de Fearsome Five. Mammoth, un gigantesco hombre con una inmensa fuerza física y durabilidad, está subdesarrollado intelectual y emocionalmente (tanto que una vez fue engañado para que se rindiera a un Superman cuyos poderes se habían perdido recientemente gracias al uso de Lex Luthor de la kryptonita roja de Mister Mxyzptlk, gracias a que Superman simplemente fingió confianza en que podía derrotar a Mammoth), y carece de habilidad como combatiente cuerpo a cuerpo.
Mammoth en un momento se retiró a un monasterio tibetano junto con su hermana, aunque poco después descubrió a Psimon (él mismo un exmiembro de los Fearsome Five). Psimon usó sus habilidades mentales para someter a Mammoth y convertir a Shimmer en vidrio, que luego procedió a romper en un acto de venganza. Mammoth posteriormente trabaja con el ex aliado Gizmo, aparentemente incapaz de comprender que su hermana estaba muerta y creyendo que la estaban buscando.
Mammoth aparece más tarde en una pelea con Booster Gold, que pierde. Está sorprendido de que lo descubran, ya que su crimen fue un trato improvisado (no entendía que Gold tuviera acceso a información futura).
Mammoth junto a sus temibles cinco compañeros de equipo apareció como miembros de la Sociedad Secreta de Super-Villanos de Alexander Luthor, Jr..
En la portada de Justice League of America # 13 (Vol. 2), muestra a Mammoth como miembro de la nueva Liga de la Injusticia y es uno de los villanos que aparecen en Salvation Run. Es uno de los villanos enviados a recuperar la carta gratuita Get Out of Hell de los Seis Secretos.
Mammoth apareció más tarde como miembro de la Sociedad Secreta de Supervillanos de Cheetah. Estuvo entre los villanos en la emboscada de la JSA dirigida por Tapeworm.
Mammoth apareció más tarde como miembro de los Fearsome Five revividos cuando su hermana lo saca de la cárcel, mientras intentaba leer para aumentar su inteligencia, sin embargo, esto solo le da palabras que no se ajustan a las oraciones en las que se encuentran. La "inteligencia" encontrada no apaga su necesidad de matar a otros, ya que frecuentemente sugiere matar a Wonder Girl mientras la tienen atada en su propio lazo.
Mammoth se muestra más tarde en el empleo de Calculador, y es contratado para capturar a los miembros de Birds of Prey mientras celebran en un club de estriptis masculino.

### The New 52
En la línea de tiempo The New 52, Mammoth se reintroduce como miembro de los Fearsome Five. El grupo se muestra como parte de la Sociedad, que estaba trabajando con el Sindicato del Crimen. Mammoth fue enviado por Grid con los otros miembros de los Fearsome Five, Jinx, Gizmo, Shimmer y Psimon, para formar equipo con Doctor Psycho y Héctor Hammond, donde tuvieron que luchar contra Cyborg y los Hombres de Metal. Termina siendo derrotado por Gold.
Mammoth aparece más tarde donde está tratando de matar a Nightwing, Donna Troy y Garth. Garth y Donna Troy lo golpean con un golpe de trabajo en equipo.

### DC Rebirth
En DC Rebirth, Mammoth apareció como parte de los Fearsome Five.

## Poderes y habilidades
Mammoth posee una fuerza y durabilidad sobrehumanas, incluido un grado de protección contra ataques de energía.

## Otras versiones
En JLA / Avengers # 3, Mammoth aparece como parte de un grupo de villanos que atacan a Visión y Aquaman en Metrópolis. Él es atacado por la Visión, pero finalmente es noqueado por Thor y refrenado por Linterna Verde.

## En otros medios

### Televisión
- Mammoth aparece en Teen Titans, con la voz de Kevin Michael Richardson, como miembro de la antigua Academia H.I.V.E.. Mammoth se representa como un matón de clase que es muy fuerte pero carece de inteligencia. Más tarde forma los cinco H.I.V.E. con Jinx, Gizmo, See-More y Private H.I.V.E.
- Mammoth aparece en Young Justice. En el episodio "Drop Zone", él y su hermana Shimmer son reinventados como ejecutores de las operaciones de producción de drogas de Kobra. A diferencia de los cómics, donde se describe que Mammoth nació con sus habilidades, aquí se lo representa como un adolescente escuálido que gana su monstruosa fuerza y apariencia a partir de una combinación del esteroide Venom y la fórmula Blockbuster que se inyecta en su cuerpo. Aunque se demuestra que es lo suficientemente poderoso como para derrotar fácilmente a Bane y Superboy en combate, finalmente es derrotado después de que Aqualad lo electrocutara hasta quedar inconsciente. En "Terrores", se le muestra como un recluso en Belle Reve, actuando como guardaespaldas de Icicle Sr. y otros prisioneros de alto rango. Asiste en un intento de fuga orquestado por Sr. Frío, pero es derrotado por los esfuerzos combinados de Superboy y Icicle Jr. Más tarde aparece en los episodios "Usual Suspects", "Beneath" e "Intervention".
- Mammoth aparece en Teen Titans Go!, con Kevin Michael Richardson retomando su papel de voz. Debuta en el episodio "Gorilla", donde los Titanes luchan contra él. Robin le pide ayuda a Beast Boy (en su forma de gorila), pero se niega y Mammoth escapa. En "HIVE Five", se muestra a Mammoth haciendo algo de breakdance en el momento en que los Cinco H.I.V.E. se toman un día libre de sus actividades malvadas. Al ser derrotado en un baile, Mammoth dice brevemente "Chico Bestia" con ira. Su próxima aparición como orador no es hasta el episodio "Scary Figure Dance".
- Baran Flinders se menciona en la serie de acción real Titanes como un familiar conocido de Shimmer.

### Varios
Mammoth hace apariciones con sus compañeros de estudios en los Teen Titans Go! de serie de cómics.

### Serie web
Mammoth aparece en DC Super Hero Girls. El es visto como uno de los estudiantes de fondo de Super Hero High.

### Videojuegos
- Mammoth aparece como un jefe en el videojuego de 2005 Teen Titans y en el videojuego de 2006 Teen Titans, con la voz nuevamente de Kevin Michael Richardson.
- Mammoth aparece en DC Universe Online como parte del contenido descargable de "Sons of Trigon", con la voz de Eric Leikam.
- La encarnación de los Teen Titans Go! aparece en Lego Dimensions. Si el jugador lo derrota en un baile, se recompensará con un ladrillo dorado.[12]
- Mammoth aparece como un personaje jugable en Lego DC Super-Villains.

### Citas en línea
1. ↑  Greenberger, Robert; Pasko, Martin (2010). The Essential Superman Encyclopedia. Del Rey. p. 234. ISBN 978-0-345-50108-0.
2. ↑  Cowsill, Alan; Irvine, Alex; Korte, Steve; Manning, Matt; Wiacek, Win; Wilson, Sven (2016). The DC Comics Encyclopedia: The Definitive Guide to the Characters of the DC Universe. DK Publishing. p. 191. ISBN 978-1-4654-5357-0.
3. ↑  Greenberger, Robert (2008). «Fearsome Five».  En Dougall, Alastair, ed. The DC Comics Encyclopedia. New York: Dorling Kindersley. p. 120. ISBN 978-0-7566-4119-1. OCLC 213309017.
4. ↑  Rovin, Jeff (1987). The Encyclopedia of Supervillains. New York: Facts on File. p. 203. ISBN 0-8160-1356-X.
5. ↑  New Titans #116 (Diciembre 1994)
6. ↑  52 #1 2006
7. ↑  Justice Society of America (vol. 3) #29 (Septiembre 2009)
8. ↑  Birds of Prey (vol. 2) #7
9. ↑  Justice League vol. 2 #29
10. ↑  Titans Hunt #5-6
11. ↑  Titans #9
12. ↑  «Teen Titans Go! World - LEGO Dimensions Walkthrough & Guide - GameFAQs». gamefaqs.gamespot.com. Consultado el 28 de julio de 2019.